# Ikram Dhahri
Ikram Dhahri, född 7 januari 1997, är en tunisisk taekwondoutövare. 

## Karriär
I maj 2016 tog Dhahri brons i 49 kg-klassen vid afrikanska mästerskapen i Port Said. I maj 2018 tog hon silver i 49 kg-klassen vid afrikanska mästerskapen i Agadir efter en finalförlust mot egyptiska Nour Abdelsalam. I augusti 2019 tog Dhahri brons i 49 kg-klassen vid afrikanska spelen i Rabat.
I juni 2021 tog Dhahri brons i 49 kg-klassen vid afrikanska mästerskapen i Dakar. I november 2023 tog hon silver i 49 kg-klassen vid afrikanska mästerskapen i Abidjan efter en finalförlust mot egyptiska Jana Khattab. I mars 2024 tog Dhahri guld i 49 kg-klassen vid afrikanska spelen i Accra efter att ha besegrat Jana Khattab i finalen.